# Lasioglossum guineabium
Lasioglossum guineabium là một loài Hymenoptera trong họ Halictidae. Loài này được Strand mô tả khoa học năm 1912.